# 金昭伯
金昭伯（？—？），原名麒，字昭伯，號南軒，以字行，江西新淦培山村（今峡江羅田鎮）人，明朝政治人物，進士出身。

## 生平
禮部尚書金幼孜長子。宣德二年（1427年）登丁未科進士。
正統二年（1437年）朝廷招考明经儒士，時任兵科给事中的金昭伯因意欲替考被察覺，被罷官为民。